# Charco Verde
El Charco Verde o Charco de los Clicos es una laguna litoral incluida en el parque natural de los Volcanes que se encuentra junto la población de El Golfo —municipio de Yaiza—, dentro del ámbito del parque nacional de Timanfaya de la isla de Lanzarote, en el archipiélago canario, España.

## Etimología
El adjetivo verde proviene por el color de sus aguas, mientras que el término de los Clicos hace referencia a una especie de bivalvos comestibles que recibían el nombre local de Clicos, con fama de ser muy sabrosos.

## Características

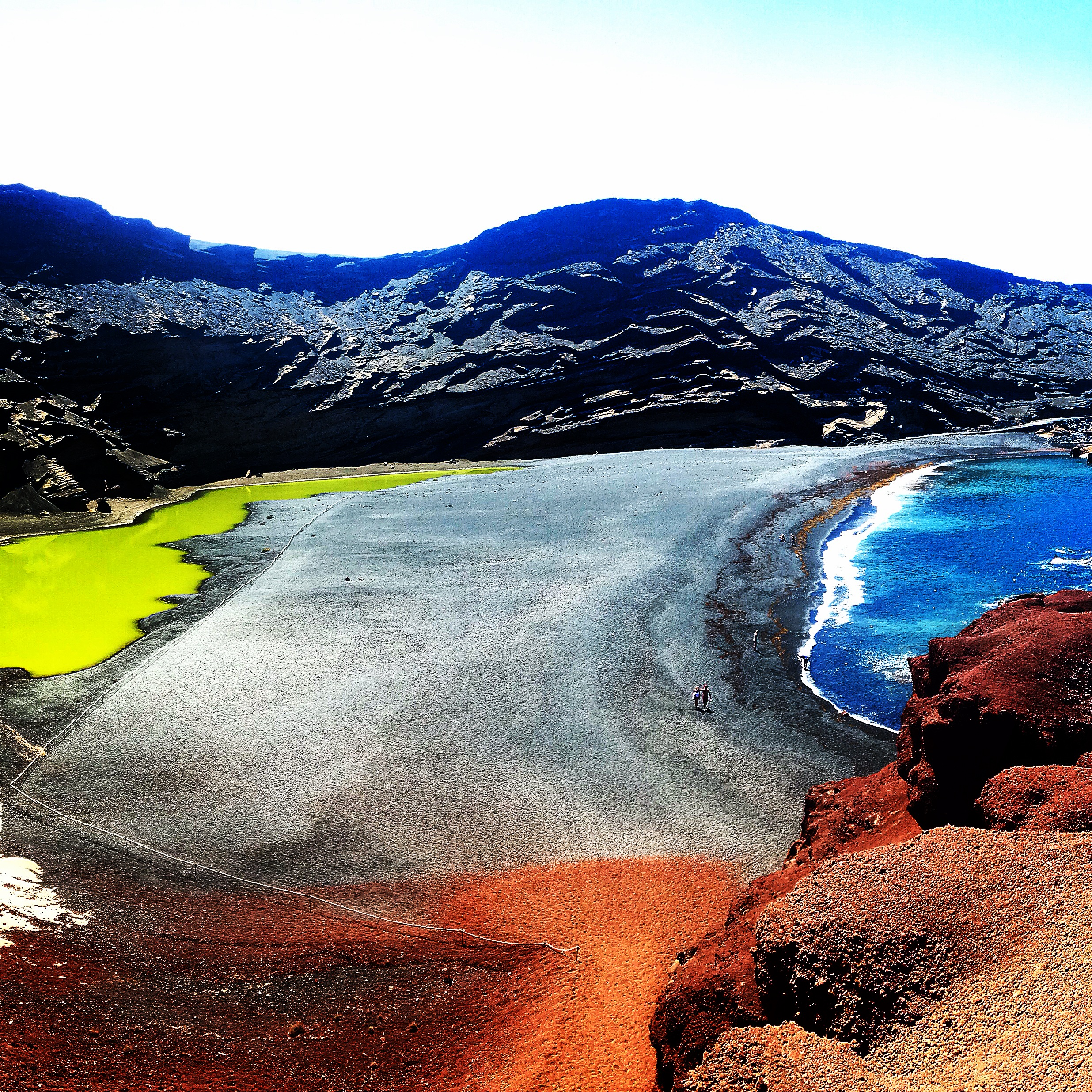
Charco Verde.

El Charco de Los Clicos ha adquirido su tonalidad verdosa debido a un tipo de alga de la especie Ruppia maritima que habita en su interior, además del azufre que contienen sus aguas.
La laguna está incluida en el parque natural de los Volcanes que rodea al parque nacional de Timanfaya y se ubica en su unidad geomorfológica. En su margen este se encuentra una elevación del terreno correspondiente a un cráter volcánico cuya última erupción se remonta al siglo xviii y en su margen oeste se ubica una playa de arena negra donde se puede apreciar olivino.
El Charco tiene una longitud aproximada de 100 m paralelo al océano Atlántico, conectado a través de filtraciones subterráneas. En la parte norte se ubica un mirador donde se puede acceder desde un aparcamiento a unos 50 m.
La playa donde se sitúa la laguna es de grava, con 320 m de longitud y una anchura media de 30 m. Dispone de un grado bajo de ocupación sin paseo marítimo y aislada ya que forma parte del parque natural de los Volcanes, además de que en la zona donde se encuentra discurren fuertes corrientes marinas.

## Accesibilidad
Se accede a través de la pequeña localidad costera de El Golfo, mediante un pequeño sendero que se debe de recorrer a pie para llegar a un espectacular mirador. Está totalmente prohibido el descenso a la playa.

## El Charco de Los Clicos en el cine
El Charco ha sido escenario de varias películas entre las que se encuentran:
- Los abrazos rotos —2009—, de Pedro Almodóvar, con Penélope Cruz.
- Hace un millón de años —1966—, de Don Chaffey, con Raquel Welch.
- Enemigo mío —1985—, de Wolfgang Petersen, con Dennis Quaid.[15]